# What's Another Year?
"What's Another Year?" je pjesma Johnnyja Logana iz 1980. Tekst i glazbu za pjesmu napisao je Shay Healy. Logan je s ovom pjesmom predstavljao Irsku na Pjesmi Eurovizije 1980. u Nizozemskoj i uspio osvojiti prvo mjesto s ukupno 143 boda. Ovo je bila Loganova prva pobjeda na Eurosongu, a ukupno druga irska pobjeda. Pjesma je i prije samong natjecanja bila velika uspješnica, te je puna dva tjedna bila na vrhu britanskih ljestvica. Pjesma se često opisuje kao ljubavna balada, pjevana s pozicije čovjeka koji čeka da se djevojka njegovih snova zaljubi u njega. No, pjesma zapravo govori o ocu koji se s vremenom nosi sa smrću svoje supruge, što je bila autobiografska referenca autora pjesme Shayja Healyja. 
Pjesma je glazbeno lako prepoznatljiva po uvodnom dijelu kojeg izvodi saksofon. Aranžer/producent pjesme bio je Bill Whelan, koji će 14 godina poslije skladati Riverdance koji se izvodio kao show program na Eurosongu 1994. u Dublinu. Tijekom originalne izvedbe, koju je dirigirao Noel Kelehan, saksofon je svirao škotski glazbenik Colin Tully, koji danas živi i radi kao profesor u Walesu. Ova je pjesma poznata i zbog toga što je lansirala Loganovu uspješnu eurovizijsku karijeru. Kao dodatak tome, pjesma je, na posebnom showu u čast 50. rođendana Eurovizije, uvrštena među 14 najboljih pjesama u povijesti Eurosonga. Logan je, nakon proglašenja pobjede, bio toliko shrvan emocijama da nije mogao izvesti pjesmu jednako dobro, a prije ponovnog izvođenja je izjavio: "Volim te Irska!" Ovaj će se scenarij ponovoti i kod Loganove druge pobjede 1987. godine. 
Pjesma je bila 17. po redu, nakon Francuskog predstavnika Profila i njihove pjesme "Hé, hé M'sieurs dames", te prije Trigoa Limpija s pjesmom "Quédate Esta Noche" koji je predstavljao Španjolsku. Nakon objavljivanja glasovanja, pjesma je dobila ukupno 143 boda. Njegov nasljednik na mjestu irskog predstavnika bio je ženski trio Sheeba s pjesmom "Horoscopes", a nasljednik na pobjedničkom tronu bio je britanski sastav Bucks Fizz s pjesmom "Making Your Mind Up".